# Београдска банка
Београдска банка је била банка у Србији. Банка је затворена почетком 2002. године, заједно са још три велике српске банке, Беобанком, Југобанком и Инвестбанком.